# Leopold Koželuh
Leopold Antonín Koželuh, tudi Leopold Anton Ko(t)zeluch, češki skladatelj in glasbeni pedagog, * 26. junij 1747, Welwarn, † 7. maj 1818, Dunaj.
Koželuhova glasbena zapuščina obsega okrog 400 kompozicij. Med njimi je okrog 30 simfonij, 22 klavirskih koncertov (vključno s koncertom za klavir štiriročno, po mnenju nekaterih najkvalitetnejšim primerom tega redkega žanra), dva koncerta za klarinet in orkester, 24 violinskih sonat, 63 klavirskih triov, šest godalnih kvartetov, dva oratorija, devet kantat in vrsto liturgičnih del. Komponiral je tudi opere in balete ter aranžiral mnoge škotske pesmi za edinburškega zbiralca Georgea Thomsona, ki so bile v njegovem času zelo priljubljene. njegova dela so trenutno katalogizirana s številskimi oznakami »Postolka«, po delu muzikologa Milana Poštolke.